# Blongios à cou jaune
Botaurus flavicollis
Espèce
Synonymes
- Dupetor flavicollis

Répartition géographique
- zone de nidification
- résident permanent
- non nicheur

Statut de conservation UICN

 LC  : Préoccupation mineure
Le Blongios à cou jaune (Botaurus flavicollis) est une espèce d'oiseau de la famille des Ardeidae. Elle était classée comme étant la seule espèce du genre Dupetor Heine et Reichenow, 1890 mais elle a été replacée dans le genre Ixobrychus avec toutes les autres espèces de blongios.

## Description
La blongios à cou jaune est un héron qui mesure environ 55 cm de long, a une envergure de 80 cm et un poids variant entre 300 et 420 g. Il a les côtés du cou jaunes et la calotte noire. Son ventre et son cou sont brun strié de blanc et son dos est noir.

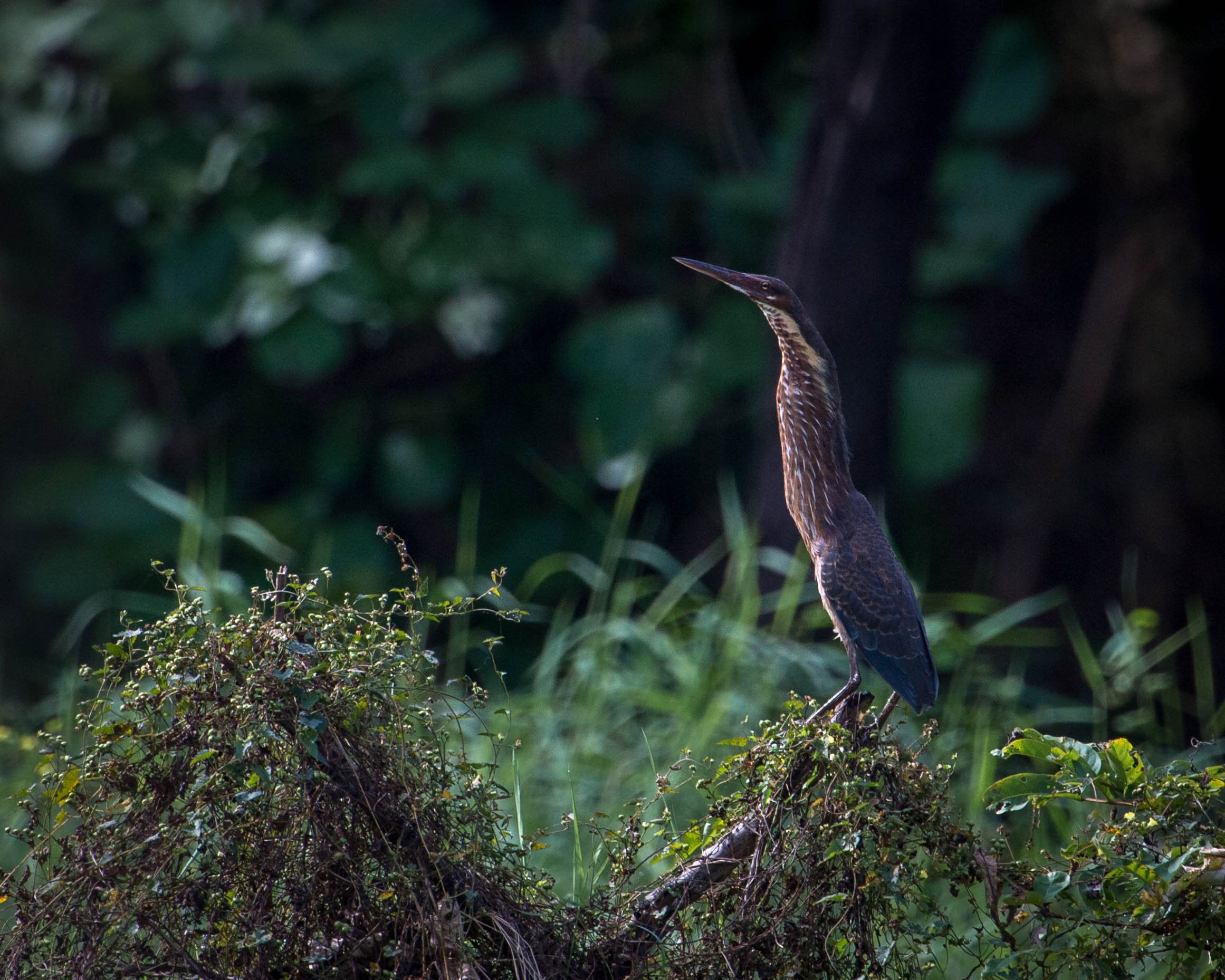
Blongios à cou jaune, Bueng Boraphet, Thaïlande

Les juvéniles sont plus sombres que les adultes.

## Habitat
Ce Blongios fréquente les endroits où il y a beaucoup d'eau comme les rivières, les marais, la mangrove littorale, les lacs de montagne jusqu'à 1 200 m et les prairies inondées.

## Comportement
Le blongios vit normalement en solitaire hormis pendant la saison de reproduction où il vit en couple (ce qui est très rare dans la famille des hérons car la plupart d'entre eux vivent en colonie).

Le jour, il se cache dans l'épaisseur de la végétation tropical et il part en chasse au crépuscule. Il pêche des poissons et des grenouilles, attrape des mollusques, des crustacés et des insectes.

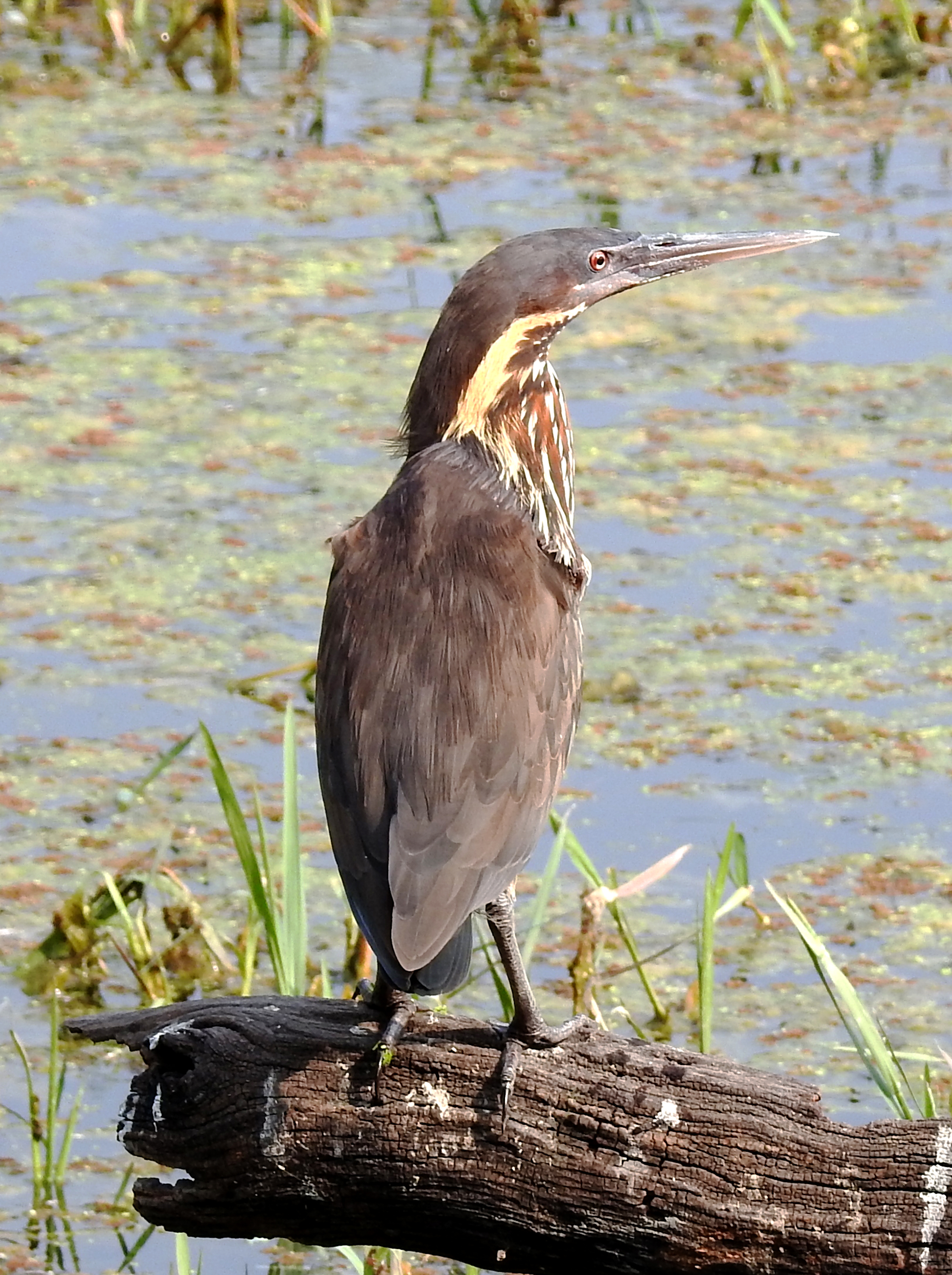
Inde
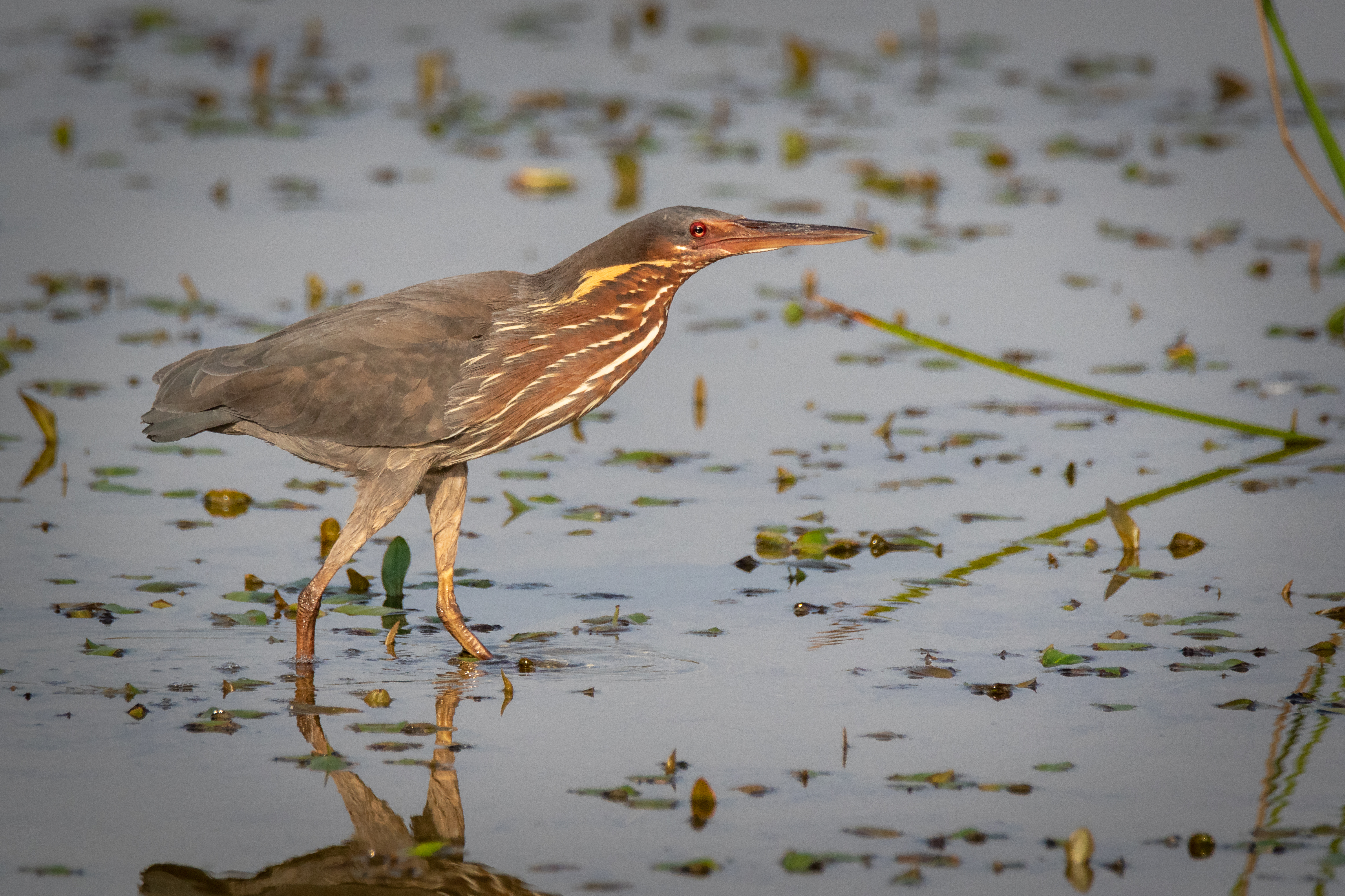
Népal
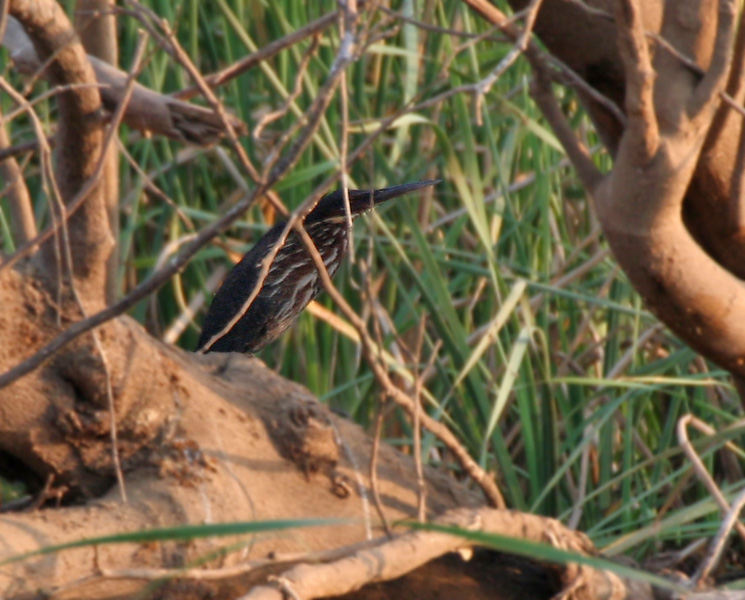
Dissimulé dans la végétation
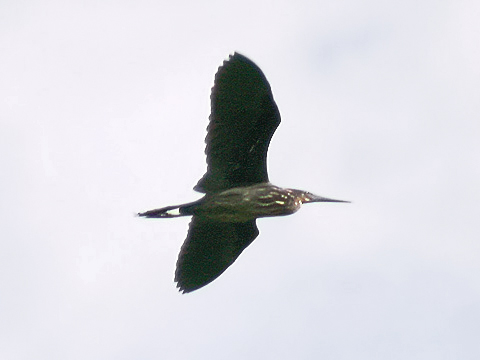
en vol
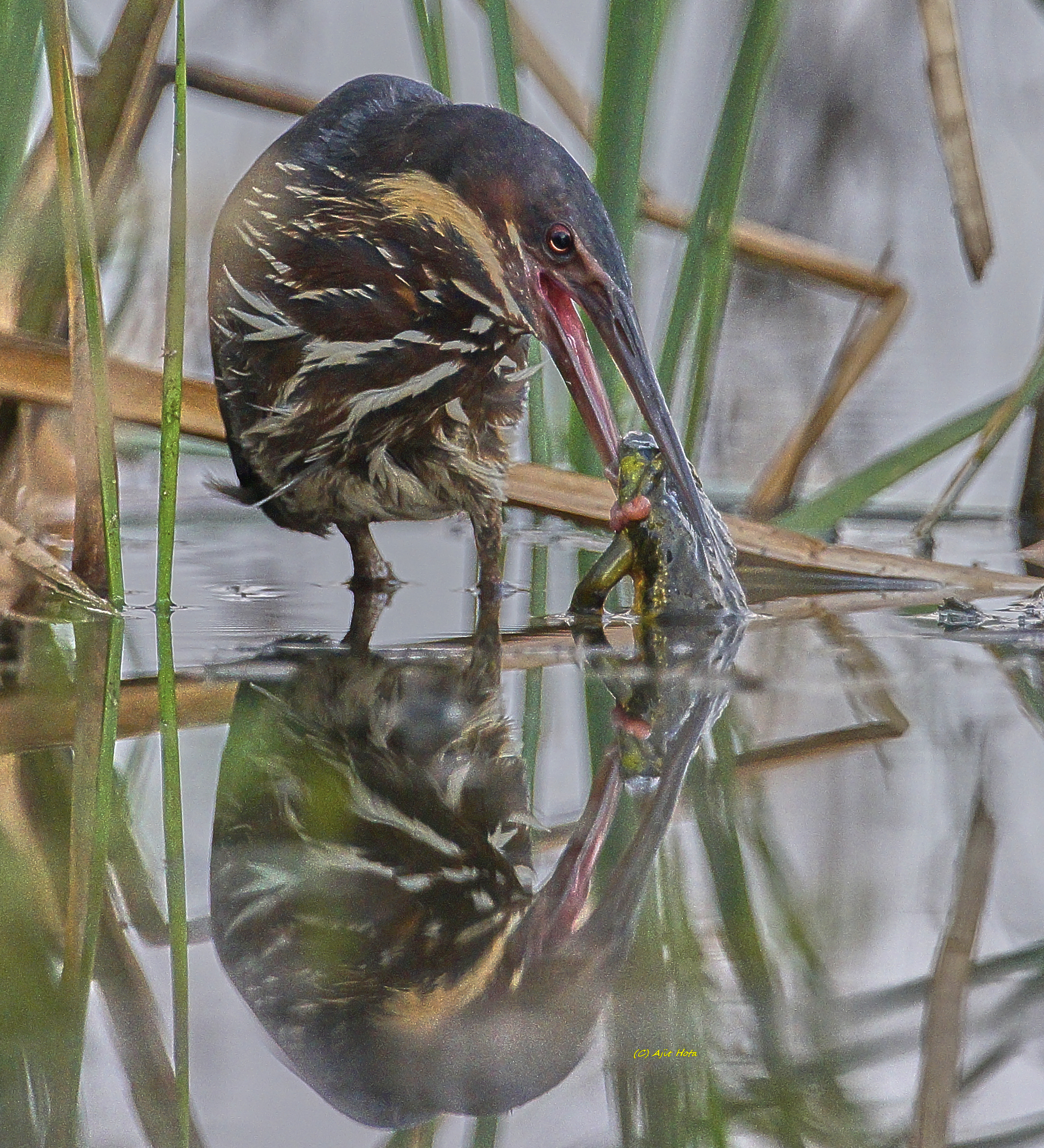
Attrapant une grenouille

## Reproduction
Le couple de Bonglios à cou jaune construit ensemble au printemps un nid près de l'eau, caché dans les roseaux ou les bambous. Ce nid est constitué de rameaux et de plantes aquatiques. La femelle pond 3 à 5 œufs blancs nuancés de bleu ou de vert. Mâle et femelle se relaient pour couver pendant 18 jours. Les petits oisillons restent une douzaine de jours dans leur nid, nourris par la nourriture régurgitée par leurs parents.

## Liste des sous-espèces
D'après la classification de référence (version 14.1, 2024) de l'Union internationale des ornithologues, le Blongios à cou jaune possède 3 sous-espèces (ordre philogénique) :
- B. f. flavicollis (Latham, 1790) — écozone Indomalaise ;
- B. f. australis (Lesson, 1831) — est de l'Indonésie, Nouvelle-Guinée et nord de l'Australie ;
- B. f. woodfordi (Ogilvie-Grant, 1888) — archipel des Salomon.